# جان چارلز آرداغ
جان چارلز آرداغ (انگلیسی: John Charles Ardagh; ۹ اوت ۱۸۴۰ – ۳۰ سپتامبر ۱۹۰۷) فرد نظامی اهل پادشاهی متحد بریتانیای کبیر و ایرلند بود. وی همچنین برندهٔ جوایزی همچون نشان حمام شده‌است.